# 2016 في السكك الحديدية
تهتم هذه المقالة بسرد الأحداث المتعلقة بالنقل بالسكك الحديدية التي حدثت في عام 2016.

## الأحداث

### يناير
- الولايات المتحدة في الفترة من 22 إلى 24 يناير- تحسبًا لحدوث تساقط الثلوج بكثافة والتحضير لآثار العاصفة الشتوية جوناس، قامت سلطة النقل بمنطقة العاصمة واشنطن بإغلاق جميع الخدمات في عطلة نهاية الأسبوع. كما تم تعليق خدمات المترو تمامًا لمدة يومين ليتم إعادتها على مراحل مع حلول 29 يناير. خلال عملية الإغلاق، تم تخزين القطارات في أنفاق المترو لإيوائهم من العاصفة.[1][2]
- الولايات المتحدة 23 يناير- افتتاح أول خط ترام في سياتل.[3]

### فبراير
- ألمانيا 9 فبراير- حادث قطار باد آيبلينغ: قطاران في خط ميريديان (قطار بالسكك الحديدية) في حادث تصادمي مباشر في باد آيبلينغ في جنوب شرق ألمانيا. أسفر الحادث عن مقتل 12 شخصًا وإصابة 85 آخرين.[4]
- الولايات المتحدة 27 فبراير- افتتاح عربات دي سي في العاصمة واشنطن بعد عدة سنوات من التأخير.[5]

### أبريل
- المملكة المتحدة 1 أبريل- الإعلان عن تولي شركة أريفا ريل نورث (كانت تسمى في السابق نورثن) حق إدارة قطارات فرانشي.
- الهند 5 أبريل- بداية تشغيل خطوط سكك الحديد فائقة السرعة جاتيمان إكسبرس بين محطة قطار دلهي هازرات ومحطة أجرا.[6]
- الولايات المتحدة 22 أبريل- بدأ تشغيل خط إيه في دنفر، كولورادو، وصلة قطار كهربائي مكهربة بين محطة الاتحاد ومطار دنفر الدولي تملكها شركة أر تي دي.[7]

### مايو
- الولايات المتحدة 20 مايو- افتتاح المرحلة الثانية من خط سكك حديد «اكسبو لاين» في لوس أنجلوس، كاليفورنيا ليمتد إلى سانتا مونيكا، كاليفورنيا.[8]

### يونيو
- سويسرا 1 يونيو- افتتاح نفق جوتهارد أطول نفق السكك الحديدية في العالم وأعمقه.[9]
- الولايات المتحدة 4 يونيو- بداية برنامج «سيف تراك» من قبل وزارة النقل الأمريكية بهدف إجراء صيانة طارئة على نظام مترو واشنطن. استمرت عمليات التتبه والصيانة حتى مارس 2017.[10]
- الولايات المتحدة 6 يونيو- افتتاح امتداد بيرس فالي لخط 91، خط سكك حديدية للركاب تديره ميترولينك في جنوب كاليفورنيا من ريفرسايد إلى بيرس.[11][12]
- المملكة المتحدة 19 يونيو- افتتاح محطة سكة حديد كريكستال فورج في إنجلترا، بالقرب من موقع المحطة السابقة التي تحمل الاسم نفسه (1860-1905).[13]
- السويد يونيو- إزالة القاطرات الأخيرة من احتياطي البخار الاستراتيجي في السويد في نظام العمل.[14]
- ماليزيا 30 يونيو- الافتتاح الكامل لخط الامتداد إل أر تي وكيلانا.

### يوليو
- تايوان 1 يوليو- افتتاح محطة تايوان عالية السرعة السكك الحديدية نانجانج.
- فرنسا 3 يوليو- افتتاح المرحلة الثانية من فيندينهيم. تشمل المرحلة نفق ستراسبورغ.[15][16]
- إيطاليا 12 يوليو- حادثة تصادم القطارين أندريا وكوراتو. تسبب الحادث في قتل ما لا يقل عن 23 قتيلاً و 50 جريحًا في منطقة بوليا في إيطاليا.[17]
- الولايات المتحدة 25 يوليو- افتتاح خط بي في دنفر بولاية كولورادو.[18]

### سبتمبر
- الولايات المتحدة 9 سبتمبر- افتتاح محطة سينسيناتي بيل للجمهور مع رحلة مجانية في نهاية الأسبوع بعد سنوات من التخطيط والبناء وبذلك يعود خدمة الترام إلى سينسيناتي لأول مرة منذ عقد 1950.
- الولايات المتحدة 24 سبتمبر- افتتاح محطة أنجل ليك بالقرب من سياتل، واشنطن.[19]
- الولايات المتحدة 30 سبتمبر- محطة واشيست قرب بوسطن، ماساشوستس، تمدد خط جديد بمقدار 4.5 ميل (7.2 كم) بدأت الخدمة محدودة في حين بدأت الخدمة الكاملة في نوفمبر.[20][21]

### أكتوبر
- هونغ كونغ 24 أكتوبر- افتتاح توسعه خط كوون تونغ.
- الولايات المتحدة 24 أكتوبر- افتتاح امتداد ساوث أوك كليف من الخط الأزرق العابر لمنطقة دالاس السريع إلى جامعة شمال تكساس في دالاس.[22]

### نوفمبر
- الولايات المتحدة 8 نوفمبر- الموافقة على عمليات توسيع النقل الجماعي الرئيسية من قبل الناخبين في المدن الأمريكية، بما في ذلك لوس أنجلوس وسان فرانسيسكو وسياتل ( رانزيت 3) وأتلانتا.
- الهند 20 نوفمبر- انحراف قطار بخارى: خروج خط السكك الحديدية الهندي إندور باتنا اكسبرس في بوخرايان بالقرب من كانبور. تسبب الحادق في مقتل 146 شخصا على الأقل.[23]
- النرويج 28 نوفمبر- افتتاح خط سريع مزدوج المسار يمتد من لارفك إلى بروسجرن.[24]

### ديسمبر
- كندا 2 ديسمبر- افتتاح امتداد دائم لقطار فانكوفر بطول 10.9 كيلومترات (6.8 ميل).
- ماليزيا 16 ديسمبر- افتتاح محطة مترو الأنفاق سونغاي بولوه - كاجانغ، المرحلة الأولى تربط بين سونغاي بولوه وسامانتان.[25]
- هونغ كونغ 28 ديسمبر- افتتاح خط الجزيرة الجنوبية في نظام مترو إم أر تي في هونغ كونغ. يربط الخط محطة الأميرالية بالحي الجنوبي.

## وصلات خارجية
- مؤتمر السكك الحديدية عام 2016